# 2405 Велш
2405 Велш (2405 Welch) — астероїд головного поясу, відкритий 18 жовтня 1963 року.
Тіссеранів параметр щодо Юпітера — 3,178.